# Comté de Salona
Pour les articles homonymes, voir Salona.
Le comté de Salona ou Salone était une seigneurie franque établie dans l'actuelle Grèce au début du XIIIe siècle, à la suite de la quatrième croisade.
Le site de Salona (aussi appelée La Sola ou La Sole) se trouve à l'emplacement de l’actuelle Amphissa en Phocide, non loin de Delphes. La ville fut conquise dans les années 1204-1205 par Thomas d'Autremencourt, un seigneur picard de l'entourage de Boniface de Montferrat, roi de Thessalonique. Les Autremencourt construisirent un château, le Frourion, sur les ruines de l'ancienne acropole.
Selon la chronique de Galaxidi, Thomas d'Autremencourt fut battu et tué vers 1211 par le despote d'Épire Michel Ier Doukas, ce qui ne remit pas en cause la domination latine sur la région.
Il semble que l'allégeance des comtes de Salona varia entre les princes d'Achaïe et les ducs d'Athènes. C'est toutefois au service du duc d'Athènes Gautier V de Brienne que Thomas III d'Autremencourt trouva la mort en 1311 à la bataille d'Halmyros, en affrontant la compagnie catalane des Almogavres.
Après la mort de Thomas III d'Autremencourt, le catalan Roger Desllor, auparavant au service du duc d'Athènes, épousa sa veuve et s'installa à Salona. Il ne semble toutefois pas avoir fait souche. Dès 1318, le fief passa dans les mains d'Alphonse Frédéric d'Aragon, bâtard du roi de Sicile Frédéric II, vicaire général du duché d'Athènes alors aux mains des Catalans, puis à ses descendants.
Le comté fut occupé fin 1393 ou début 1394 par le sultan Bayezid Ier, qui captura la comtesse douairière Hélène et épousa sa fille et héritière Maria Fadrique.
Le territoire fut reconquis par le despote de Morée, Théodore Ier Paléologue, qui le vendit en 1407 aux chevaliers de Rhodes. En 1410 le comté fut conquis par les Turcs.
Le comté de Salona disposait de deux accès à la mer avec les ports d’Itéa et de Vitrinitza, sur le golfe de Corinthe. La frappe d'une monnaie particulière est attestée sous les Autremancourt. La ville de Salona abritait un évêché catholique suffragant de l'archevêché d'Athènes, mais aussi une communauté juive. Les Frédéric imposent les Usatges de Barcelone comme code de loi et la langue catalane comme véhicule de l'administration. Le château est confié à un castlà ou officier châtelain. Sous Hélène Cantacuzène, l'évêque catholique est remplacé par un évêque orthodoxe.

## Liste des comtes de Salona
Liste des seigneurs puis comtes à partir de 1311 de Salona.
- 1204-1212 : Thomas Ier d'Autremancourt
- 1212-1258 : Thomas II ;
- 1258-1275 : Guillaume ;
- 1258/1275-1311 : Thomas III, tué à la bataille d'Halmyros ;
- 1312-1318 : Roger Desllor ou Deslaur, épouse la veuve de son prédécesseur ;
- 1318-1338 : Alphonse Frédéric d'Aragon ;
- 1338-1356 : Pierre Frédéric d'Aragon son fils ;
- 1356-1365 : Jacques Frédéric d'Aragon son frère ;
- 1365-1382 : Louis Frédéric d'Aragon son fils ;
- 1382-1394 : Hélène Cantacuzène, fille de Mathieu Cantacuzène, veuve du précédent, régente pour sa fille Maria.